# Raad Salam Naaman
Raad Salam Naaman (en árabe رعد سلام نعمان, en arameo ܪܥܕ ܣܠܐܡ ܢܥܡܐܢ, Raʕad Salām Naʕamān; Mosul, Irak, 1959) es un filólogo, traductor y escritor iraquí, nacionalizado español.

## Biografía
Nacido en el seno de una familia católica caldea de Mosul en 1959, pasó los primeros años de su vida en Basora. Durante su juventud se licenció en Filología Árabe y Estudios Islámicos (1981) y Ciencias Económicas (1983) por la Universidad de Basora, y cumplió el servicio militar obligatorio en un periodo en el que Irak libraba la guerra contra Irán (1980-1988) y la primera guerra de Golfo (1991). Fue víctima de persecución a causa de su pacifismo y oposición al radicalismo islámico, hasta que en 1992 le fue concedido asilo político en España, país en el que ha permanecido desde entonces y que le concedió la nacionalidad en 1999.
De acuerdo a las publicaciones periodísticas y congresuales, en 2011 era profesor del Instituto Bíblico y Oriental de León e impartía cursos en el Centro de Estudios Orientales y Ecuménicos de la Universidad Pontificia de Salamanca, mientras que entre 2016 y 2018 trabajaba para la Universidad de Mayores CEU.
Es autor de artículos y varios libros, entre los que se encuentran En el nombre de Dios de las tres religiones monoteístas: judaísmo, cristianismo e islam (2012) y Todo sobre el islam (2013).
Concurrió por las listas electorales de Vox, partido político con el que manifestó simpatizar por su defensa de la tradición cristiana y su temor hacia la «islamización» de Europa. Posiciones como esta han causado polémica: en 2016, el partido León en Común pidió cancelar sus charlas acusándole de «difundir el odio racial y religioso», y una conferencia suya en Melilla en 2018 en que afirmó que un 20 % de la población musulmana mundial «son radicales y fanáticos» y «creen en la Yihad» le costó ser tildado de xenófobo e islamófobo por parte de Coalición por Melilla, Ciudadanos o Los Verdes-Grupo Verde. Raad Salam Naaman respondió a esta controversia reafirmándose, negando sin embargo que hiciera extensible la imputación a toda la comunidad musulmana.

### Libros
Estos son los libros segun su web personal: 

#### Libros escritos en Irak
- La historia de la poesía libre en Irak, (Basora, Irak), 1979. [11]
- ¿Quien son los primeros cristianos en el Islam?, (Basora, Irak), 1981. [12]
- Las religiones monoteístas (judaísmo, Cristianismo e Islamismo) predican la paz no la guerra, (Basora, Irak), 1989. [13]

#### Libros escritos en España
- ¿Qué es el islam?, (Madrid, España), 2008. [14]
- ¡Wa Islamah! Todo sobre el Islam, (Madrid, España), 2009. [15]
- Desvelando el Islam frente a Judaísmo y Cristianismo, (León, España), 2011. [16]
- En el nombre de Dios de las tres religiones monoteístas (Judaísmo, Cristianismo e Islam), (Alicante, España), 2012. [17]
- Todo Sobre el Islam, (León, España), 2013. [18]
- Profecía y Profetas Monoteístas - Judaísmo, Cristianismo e Islam, (León, España), 2014. [19]
- Este es el Islam, (León, España), 2015. [20]
- Todo sobre el Judaísmo, (León, España), 2017. [21]
- El Delirio Nihilista - Yihadismo islámico: la nueva amenaza totalitaria mundial, (Madrid, España), 2018. [22]
- Los primeros cristianos. Los cristianos orientales: Entre el hecho histórico y un verdadero genocidio, (León, España), 2019. [23]
- Los primeros cristianos: La Iglesia Oriental entre el pasado y el presente (Idioma árabe), (León, España), 2020. [24]
- El anticristo 666. La Masonería, (León, España), 2021. [25]
- La mujer bajo el yugo del Islam, (León, España), 2023. [26]
- Judaísmo. Credo Divino o Mito Histórico, (León, España), 2023. [27]
- La Iglesia Oriental Frente al Islam, (León, España), 2025. [28]

#### Traducciones del árabe al español
- El inicio de la creación y las historias de los profetas, (Madrid, España), 2007. [29]